# 布雷尔·恩博洛
布雷爾-唐納德·恩博洛（法語：Breel-Donald Embolo；1997年2月14日—）是瑞士的職業足球運動員，司職中場或前鋒，現效力於法甲球队摩納哥。

## 國家隊生涯
2021年6月12日，恩博洛在2020年歐洲國家盃中，對上威爾士的比賽中攻入一球，這是他在重大賽事中的第一個進球。
2022年11月24日，2022年國際足協世界盃G組，瑞士以1比0擊敗喀麥隆，本身為喀麥隆裔的瑞士前鋒比列安保路，「倒戈」入波後拒絕慶祝，以示對祖國的尊重。

## 榮譽

### 球會
巴素利足球會
- 瑞士足球超級聯賽：2014–15
- 瑞士盃亚军：2014–15
- 瑞士16歲以下冠軍：2011–12, 2012–13

### 個人
- 巴素利足球會年度最佳年青球員: 2013

## 外部連結
- Profile at FC Basel （德文）
- Profile at uefa.com （页面存档备份，存于）
- Soccerway資料庫：布雷尔·恩博洛